# Раадіська сільська рада
Ра́адіська сільська рада (ест. Raadi külanõukogu, рос. Раадиский сельский совет) — сільська рада в Естонській РСР, адміністративно-територіальна одиниця в складі повіту Тартумаа (1945—1950) та Тартуського району (1950—1954).

## Населені пункти
Сільській раді підпорядковувалися села: Пярна (Pärna), Вазула (Vasula), Марама (Marama), Мурі (Muri), Миллатсі (Mõllatsi), Керкакюла (Kerkaküla), Арукюла (Aruküla), Метснурґа (Metsnurga), Кирвекюла (Kõrveküla), Ерала (Erala), Тіла (Tila), Войбла (Вийбла) (Voibla (Võibla).

## Історія
13 вересня 1945 року на території волості Тарту в Тартуському повіті утворена Раадіська сільська рада з центром у селі Ару. Головою сільської ради обраний Юліус Отсінг (Julius Otsing), секретарем — Койдула Таммеору (Koidula Tammeoru).
26 вересня 1950 року, після скасування в Естонській РСР повітового та волосного поділу, сільська рада ввійшла до складу новоутвореного Тартуського сільського району.
17 червня 1954 року в процесі укрупнення сільських рад Естонської РСР Раадіська сільська рада ліквідована. Її територія склала південно-західну частину новоутвореної Тартуської сільської ради.